# هبة الله بن سلامة
ابن سلامة (- 410 ه‍ = 1019 م) هبة الله بن سلامة بن نصر بن علي، أبو القاسم: مفسر، ضرير، من أهل بغداد. وبها وفاته. كانت له حلقة في جامع المنصور. له كتب، منها "الناسخ والمنسوخ في القرآن"، من رواية أبي محمد رزق الله بن عبد الوهاب بن عبد العزيز التميمي، والناسخ والمنسوخ من الحديث، والمسائل المنثورة في النحو.
وروى عن أبي بكر القطيعي وعنه ابن بنته رزق الله التميمي. وكانت وفاة في شهر رجب سنة عشر وأربعمائة.